# روجر إيليجيمس
روجر إيليجيمس مواليد 13 ديسمبر 1962 في بلجيكا، هو دراج بلجيكي سابق. سبق أن شارك في دورة الألعاب الأولمبية الصيفية وفاز بميدالية أولمبية.

## الميداليات
| الميدالية | المسابقة                       |
| --------- | ------------------------------ |
| ذهبية     | الألعاب الأولمبية الصيفية 1984 |

## روابط خارجية
- روجر إيليجيمس على موقع أرشيف الدراجات (الإنجليزية)
- روجر إيليجيمس على موقع إحصائيات الدراجات الإحترافية (الإنجليزية)
- روجر إيليجيمس على موقع أوليمبيديا (الإنجليزية)
- Wielersite Profile